# Ронкайнен, Мика
Мика Ронкайнен (фин. Mika Ronkainen; 6 августа 1970, Куусамо, Финляндия) — финский кинорежиссёр-документалист, обладатель многих наград различных кинофестивалей. В июне 2013 года американский еженедельник Variety включил Ронкайнена в десятку самых интересных европейских кинорежиссёров.

## Биография
Родился 6 августа 1970 года в Куусамо.
Широкая известность пришла к Ронкайнену в 2003 году, после выхода документального фильма «Кричащие мужчины» об уникальном хоре крикунов Mieskuoro Huutajat из Оулу. Фильм был удостоен награды фестиваля Сандэнс.
В 2009 году вышел фильм «Мачо на досуге», в котором в юмористическом стиле рассказывается о мужской дружбе двух игроков самого северного в мире регбийного клуба OYUS Rugby из Оулу. Финские критики сильно разошлись в своих мнениях относительного этого фильма: наряду с восторженными отзывами были и крайне отрицательные.
В феврале 2013 года фильм Ронкайнена «Финская кровь, шведское сердце» (фин. Laulu koti-ikävästä) стал победителем фестиваля документального кино в Гётеборге, а в марте того же года фильм получил сразу три награды на кинофестивале в Тампере. В ноябре 2013 года этот фильм стал победителем на прошедшем в Мурманске фестивале документального кино «Северный Характер-2013» в номинации «Документальный фильм».

## Фильмография
- Isänpäivä (1998)
- Oulu palaa – kaupunki joka katosi (1998)
- Kohta maailma muuttuu (2000)
- Viimeiset vuotoksella (2000)
- Autobonus (2001)
- Кричащие мужчины / Huutajat – Screaming Men (2003)
- Meän kesä (2004)
- Мачо на досуге / Freetime Machos (2010)
- Финская кровь, шведское сердце / Laulu koti-ikävästä (2013)